# Ханс Аспергер
Ханс Аспергер (Беч, 18. фебруар 1906. — Беч, 21. октобар 1980) био је аустријски лекар, по коме је Аспергеров синдром назван. Написао је више од 300 публикација, углавном у вези са аутизмом код деце.